# Charles Spencer, III conte di Sunderland
Charles Spencer, III conte di Sunderland (Althorp, 23 aprile 1675 – Londra, 19 aprile 1722), è stato un politico britannico.
Conosciuto come Lord Spencer dal 1688 al 1702, fu uno statista britannico appartenente alla nobile famiglia Spencer. Servì come Lord luogotenente d'Irlanda (1714-1717) e Lord del sigillo privato (1715-1716). Avendo cumulato le cariche di Lord Presidente del Consiglio e di Primo lord del tesoro negli anni 1718-1719, fu in tale periodo Primo ministro de facto del Regno di Gran Bretagna, anche se il primo uomo politico ad aver ricoperto tale carica è considerato il suo successore e rivale Robert Walpole.

## Biografia

### Primi anni
Charles Spencer era figlio di Robert Spencer, II conte di Sunderland e di sua moglie Anne Digby, figlia del conte di Bristol. Alla morte del suo fratello maggiore Henry, avvenuta a Parigi nel 1688, divenne erede del titolo paterno. Chiamato da John Evelyn "un giovane di straordinarie speranze", completò la sua educazione presso Utrecht; nel 1695 entrò a far parte della Camera dei Comuni per il collegio di Tiverton. In quel periodo si ritrovò coinvolto anche nello scandalo legato alla fuga del cognato lord Clancartry il quale, riconciliatosi con la moglie Elizabeth, sorella di Charles Spencer, fuggì dalla Torre di Londra dove era imprigionato per le sue simpatie giacobite, e fu nuovamente arrestato grazie all'intervento del cognato: l'episodio causò grave imbarazzo ai genitori di Charles, ma il re Guglielmo III non fece ritorsioni; la coppia andò in esilio ad Amburgo e di loro non si sentì più parlare.

### Carriera politica

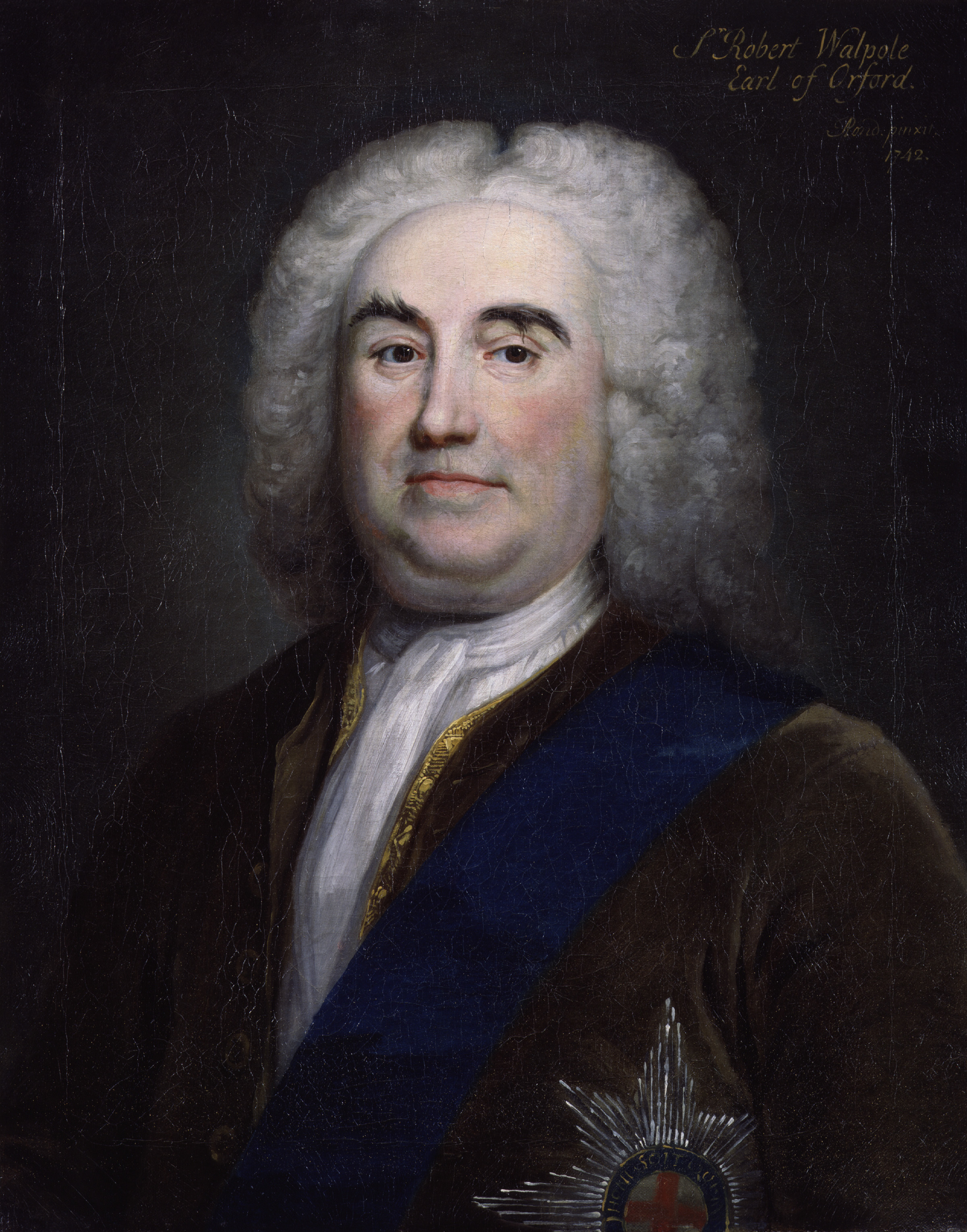
Robert Walpole, rivale politico di Sunderland

Nel 1702 succedette al padre nel titolo di conte di Sunderland divenendo Pari d'Inghilterra. Tre anni dopo, nel 1705, fu uno dei maggiori artefici della nascita della Gran Bretagna, come membro della commissione che stabilì l'unione di Inghilterra e Scozia in un unico regno. La regina Anna Stuart lo inviò allora come ambasciatore straordinario a Vienna. Le voci che gli attribuivano simpatie repubblicane e l'ostilità verso il principe consorte Giorgio di Danimarca lo resero inviso alla Regina Anna; ottenne comunque la carica di Secretary of State for the Southern Department (Segretario di Stato per il Dipartimento del Sud) nel 1706 grazie all'appoggio del duca di Marlborough. Dal 1708 al 1710 fu uno dei cinque Whigs che formarono il gruppo di governo denominato Whig Junto. Tuttavia, circondato di avversari, nel giugno 1710 si dimise. Pur osteggiandolo, la regina Anna gli offrì una pensione di 3000 sterline che il conte rifiutò. Anche lui, come già il padre, si era reso impopolare, fatto che la regina stessa precisò a Marlborough quando questi protestò per le dimissioni di Sunderland. Egli proseguì però la sua carriera politica, avvicinandosi alla corte degli Hannover. Quando l'elettore Giorgio divenne re di Gran Bretagna con il nome di Giorgio I, Sunderland ottenne l'importante incarico di Lord Luogotenente d'Irlanda.
Nel 1715 divenne Lord del Sigillo Privato e nel 1717, dopo una visita in Hannover allo stesso Giorgio I, divenne Secretary of State for the Northern Department (Segretario di Stato per il Dipartimento del Nord), incarico già ricoperto dal padre. Ma la sua carriera non si limitò a questo e negli anni successivi ottenne gli incarichi di First Lord of the Treasury e Lord Presidente del Consiglio divenendo a tutti gli effetti Primo Ministro. In questa veste propose una legge che doveva limitare la creazione di nuovi Pari (una specie di serrata della Camera dei Lords), provvedimento che però venne bocciato a causa dell'opposizione di Robert Walpole.
Si fece anche promotore della cultura, attraverso la protezione offerta alla Reale Accademia di Musica nel 1719, istituzione che promuoveva l'Opera barocca, introdotta proprio a quell'epoca in Inghilterra da Händel. Entrato in conflitto con Walpole, a decretare la sua fine fu la South Sea Bubble, un'inchiesta su una bolla speculativa avviata dal suo rivale che lo costrinse, nel 1721 a dimettersi dai suoi incarichi; rimase comunque a fianco di Giorgio I come consigliere non ufficiale per il resto del regno del sovrano, mantenendo la sua influenza su quest'ultimo.
Fu membro della Massoneria.
Morì l'anno seguente, il 19 aprile 1722. Caratterialmente aveva ereditato la passione del padre per l'intrigo, caratteristica che da un lato gli consentì di raggiungere posizioni elevate nella vita pubblica, dall'altra gli alienò molte simpatie. Poco prima di morire era anche stato coinvolto in un complotto per riportare gli Stuart sul trono, guidato dal vescovo di Rochester Francis Atterbury, ma proprio a causa della sua scomparsa il piano non ebbe seguito. Una sua grande passione fu il collezionismo librario, tanto che, a detta dei contemporanei. costituì ad Althorp la più bella biblioteca d'Europa, anche se una parte di questa verrà poi trasferita a Blenheim Palace nel 1749, la residenza dei duchi di Marlborough, quando il titolo passerà alla Casa degli Spencer. Si sposò tre volte ed ebbe figli da ciascuno dei matrimoni.

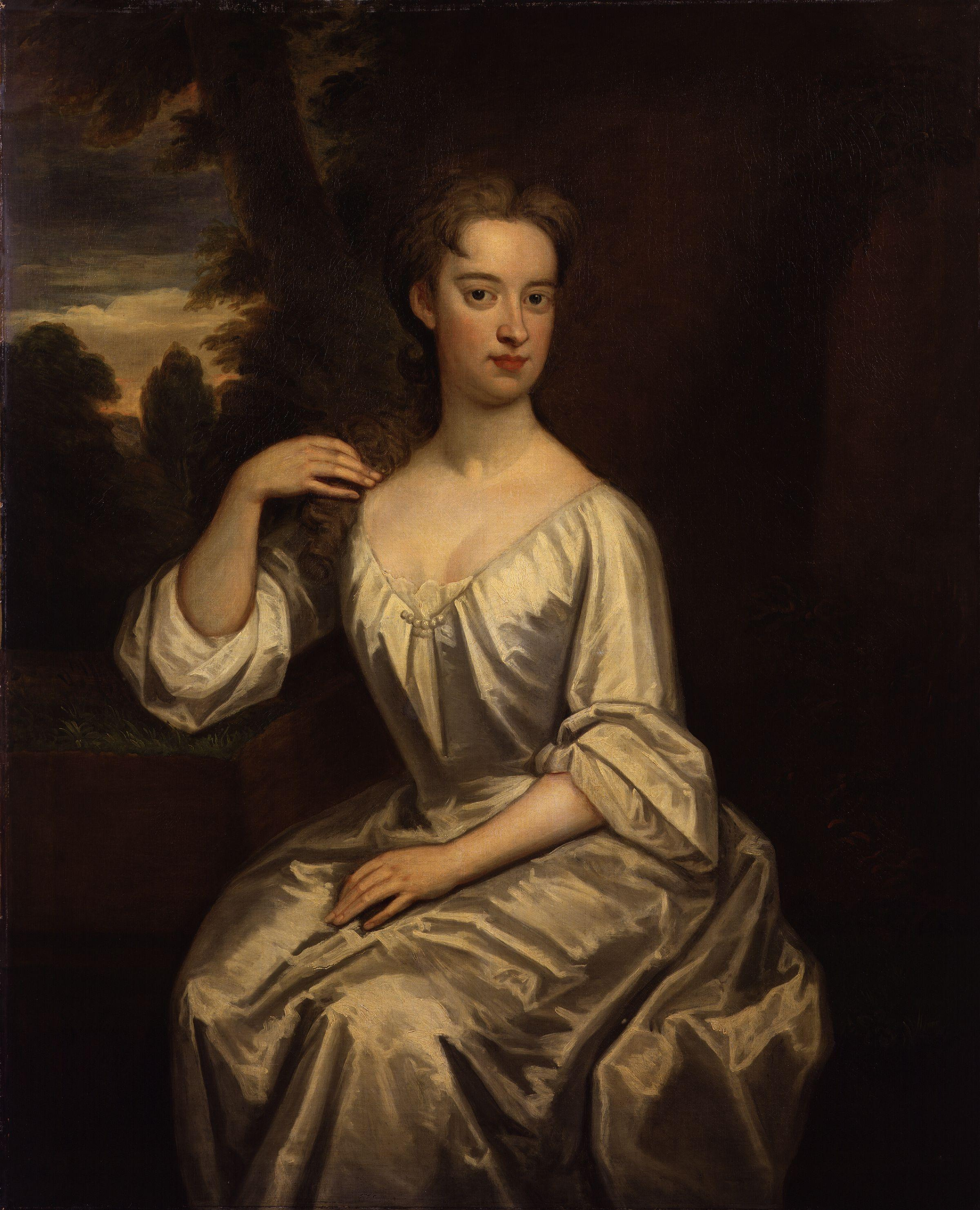
Anne Churchill, lady Sunderland, di Sir Godfrey Kneller

La città di Sunderland, nel Massachusetts, fu così chiamata in suo onore nel 1718, poco dopo la sua nomina a Lord Presidente del Consiglio reale.

## Matrimoni

### Primo Matrimonio
Nel 1695 sposò Arabella Cavendish, figlia di Henry Cavendish, II duca di Newcastle-upon-Tyne. Ebbero una figlia:
- Frances Spencer (1696-27 luglio 1742), sposò Henry Howard, IV conte di Carlisle, ebbero cinque figli.

Arabella morì nel 1698.

### Secondo Matrimonio
Nel 1700 sposò Anne Churchill, figlia di John Churchill, primo duca di Marlborough e Sarah Churchill, duchessa di Marlborough. Questa è stata un'importante alleanza per Sunderland e per i suoi discendenti, attraverso di esso è stato introdotto alla vita politica e poi il ducato di Marlborough andò agli Spencer.
La coppia ebbe cinque figli:
- Robert Spencer, IV conte di Sunderland (24 ottobre 1701-27 novembre 1729);
- Anne (1702-19 febbraio 1769), sposò William Bateman, I visconte Bateman, ebbero un figlio;
- Charles Spencer, III duca di Marlborough (22 novembre 1706-20 ottobre 1758);
- John Spencer (13 maggio 1708-19 giugno 1746), sposò Lady Georgiana Caroline Carteret, ebbero due figli;
- Diana Spencer (1710 - 27 settembre 1735), sposò John Russell, IV duca di Bedford, ebbero un figlio.

### Terzo Matrimonio
Sposò, il 16 dicembre 1717, Judith Tichborne, figlia di Benjamin Tichborne e Elizabeth Gibbs. Ebbero tre figli ma morirono tutti durante l'infanzia.

## Ascendenza
|                                          |                                |                                      | Genitori                                        |  |  | Nonni |  |  | Bisnonni                                           |  |  | Trisnonni                                        |  |
|                                          |                                |                                      |                                                 |  |  |       |  |  | William Spencer, II barone Spencer di Wormleighton |  |  | Robert Spencer, I barone Spencer di Wormleighton |  |
|                                          |                                |                                      |                                                 |  |  |       |  |  | William Spencer, II barone Spencer di Wormleighton |  |  | Robert Spencer, I barone Spencer di Wormleighton |  |
|                                          |                                | Margaret Willoughby                  |                                                 |  |  |       |  |  | William Spencer, II barone Spencer di Wormleighton |  |  |                                                  |  |
| Henry Spencer, I conte di Sunderland     |                                |                                      |                                                 |  |  |       |  |  | William Spencer, II barone Spencer di Wormleighton |  |  |                                                  |  |
|                                          |                                | Penelope Wriothesley                 | Henry Wriothesley, III conte di Southampton     |  |  |       |  |  |                                                    |  |  |                                                  |  |
|                                          |                                | Penelope Wriothesley                 | Henry Wriothesley, III conte di Southampton     |  |  |       |  |  |                                                    |  |  |                                                  |  |
|                                          |                                | Penelope Wriothesley                 | Elizabeth Vernon                                |  |  |       |  |  |                                                    |  |  |                                                  |  |
| Robert Spencer, II conte di Sunderland   |                                | Penelope Wriothesley                 |                                                 |  |  |       |  |  |                                                    |  |  |                                                  |  |
|                                          |                                | Robert Sidney, II conte di Leicester | Robert Sidney, I conte di Leicester             |  |  |       |  |  |                                                    |  |  |                                                  |  |
|                                          |                                | Robert Sidney, II conte di Leicester | Robert Sidney, I conte di Leicester             |  |  |       |  |  |                                                    |  |  |                                                  |  |
|                                          |                                | Robert Sidney, II conte di Leicester | Barbara Gamage                                  |  |  |       |  |  |                                                    |  |  |                                                  |  |
| Dorothy Sidney                           |                                | Robert Sidney, II conte di Leicester |                                                 |  |  |       |  |  |                                                    |  |  |                                                  |  |
|                                          |                                | Dorothy Percy                        | Henry Percy, IX conte di Northumberland         |  |  |       |  |  |                                                    |  |  |                                                  |  |
|                                          |                                | Dorothy Percy                        | Henry Percy, IX conte di Northumberland         |  |  |       |  |  |                                                    |  |  |                                                  |  |
|                                          |                                | Dorothy Percy                        | Dorothy Devereux                                |  |  |       |  |  |                                                    |  |  |                                                  |  |
| Charles Spencer, III conte di Sunderland |                                | Dorothy Percy                        |                                                 |  |  |       |  |  |                                                    |  |  |                                                  |  |
|                                          | John Digby, I conte di Bristol | George Digby                         |                                                 |  |  |       |  |  |                                                    |  |  |                                                  |  |
|                                          | John Digby, I conte di Bristol | George Digby                         |                                                 |  |  |       |  |  |                                                    |  |  |                                                  |  |
|                                          | John Digby, I conte di Bristol | Abigail Heveningham                  |                                                 |  |  |       |  |  |                                                    |  |  |                                                  |  |
| George Digby, II conte di Bristol        | John Digby, I conte di Bristol |                                      |                                                 |  |  |       |  |  |                                                    |  |  |                                                  |  |
|                                          |                                | Beatrice Walcott                     | Charles Walcott                                 |  |  |       |  |  |                                                    |  |  |                                                  |  |
|                                          |                                | Beatrice Walcott                     | Charles Walcott                                 |  |  |       |  |  |                                                    |  |  |                                                  |  |
|                                          |                                | Beatrice Walcott                     | Beatrice Girling                                |  |  |       |  |  |                                                    |  |  |                                                  |  |
| Anne Digby                               |                                | Beatrice Walcott                     |                                                 |  |  |       |  |  |                                                    |  |  |                                                  |  |
|                                          |                                | Francis Russell, IV conte di Bedford | William Russell, I barone Russell di Thornhaugh |  |  |       |  |  |                                                    |  |  |                                                  |  |
|                                          |                                | Francis Russell, IV conte di Bedford | William Russell, I barone Russell di Thornhaugh |  |  |       |  |  |                                                    |  |  |                                                  |  |
|                                          |                                | Francis Russell, IV conte di Bedford | Elizabeth Long                                  |  |  |       |  |  |                                                    |  |  |                                                  |  |
| Anne Russell                             |                                | Francis Russell, IV conte di Bedford |                                                 |  |  |       |  |  |                                                    |  |  |                                                  |  |
|                                          |                                | Catherine Brydges                    | Giles Brydges, III barone Chandos               |  |  |       |  |  |                                                    |  |  |                                                  |  |
|                                          |                                | Catherine Brydges                    | Giles Brydges, III barone Chandos               |  |  |       |  |  |                                                    |  |  |                                                  |  |
|                                          |                                | Catherine Brydges                    | Frances Clinton                                 |  |  |       |  |  |                                                    |  |  |                                                  |  |
|                                          |                                | Catherine Brydges                    |                                                 |  |  |       |  |  |                                                    |  |  |                                                  |  |